# Aristolochia dinghoui
Aristolochia dinghoui là một loài thực vật có hoa trong họ Aristolochiaceae. Loài này được Favio González & O.Poncy mô tả khoa học đầu tiên năm 1999.